# Домброва (Стальововольський повіт)
Домброва (пол. Dąbrowa) — село в Польщі, у гміні Заклікув Стальововольського повіту Підкарпатського воєводства.
Населення — 157 осіб (2011).
У 1975-1998 роках село належало до Тарнобжезького воєводства.

## Демографія
Демографічна структура станом на 31 березня 2011 року:
|          | Загалом | Допрацездатний вік | Працездатний вік | Постпрацездатний вік |
| -------- | ------- | ------------------ | ---------------- | -------------------- |
| Чоловіки | 72      | 11                 | 54               | 7                    |
| Жінки    | 85      | 23                 | 49               | 13                   |
| Разом    | 157     | 34                 | 103              | 20                   |